# Eduard Isphording
Eduard Isphording (geboren am 31. Januar 1935 in Hamm; gestorben am 17. Mai 2012 in Nürnberg) war ein deutscher Kunsthistoriker und Bibliothekar. Von 1978 bis 2000 war er Direktor der Bibliothek des Germanischen Nationalmuseums in Nürnberg.

## Biografie
Eduard Isphording war der vierte Sohn des Kaufmanns Otto Isphording und seiner Ehefrau Ilse, geborene Boese. 1953 war er Mitbegründer des ersten Jazzclubs in Hamm, des Hot-Club-53-Hamm. Aus dieser Zeit stammt sein Spitzname Nuck oder Nucky, der ihm bis an sein Lebensende begleitete. Auf Isphordings Abitur im Jahr 1955 folgte eine dreijährige Tätigkeit bei der Bonner Universitätsbuchhandlung Bouvier. Anschließend nahm er ein geisteswissenschaftliches Studium mit dem Schwerpunkt Kunstgeschichte auf. Über Wien und Berlin gelangte er an die Ruprecht-Karls-Universität Heidelberg, wo er 1968 mit einer Arbeit über Gottfried Bernhard Göz promovierte.
Nach mehreren Jahren als Assistent an den Kunsthistorischen Instituten in Heidelberg und an der Universität Trier begann er 1972 ein Referendariat an der Württembergischen Landesbibliothek in Stuttgart. 1973 legte er die Staatsprüfung für den höheren Bibliotheksdienst ab. An der Landesbibliothek wurde er 1974 Bibliotheksassessor und 1976 Bibliotheksrat. 1978 ging er an das Germanische Nationalmuseum. Dort wurde er 1979 zum Bibliotheksoberrat ernannt und war bis 2000 als Direktor der Bibliothek des Germanischen Nationalmuseums tätig. Unter seiner Leitung wurde die Museumsbibliothek zur größten öffentlich zugänglichen Spezialbibliothek für Kunst- und Kulturgeschichte, Volkskunde und Volkskunst im deutschsprachigen Raum.
Isphording verfolgte einen umfassenden Bestandsaufbau, der auch schwer zu beschaffende Literatur berücksichtigte. Der Buchbestand der Bibliothek wuchs während seiner Amtszeit von etwa 350.000 Bänden auf fast 550.000 Bände an. Besondere Berücksichtigung fanden die in die Bibliothek integrierten historischen Sammlungen, deren zielgerichtete Ergänzung er betrieb. Als Kunsthistoriker verfasste Isphording Arbeiten über Veit Stoß, Wenzel Jamnitzer und den Augsburger Historienmaler Gottfried Bernhard Göz. Sein Forschungsschwerpunkt waren allerdings historische Bücher, namentlich bibliophile Ausgaben wie deutschsprachige Pressendrucke aus der zweiten Hälfte des 20. Jahrhunderts. Durch seine Ankäufe für das Germanische Nationalmuseum war Isphording ein bedeutender Förderer der modernen deutschsprachigen Buchkunst. Herausragend sind seine Bestandskataloge der Museumsbibliothek zu den modernen Pressendrucken, botanischen Büchern bis 1850 und (posthum erschienen) den Architekturwerken bis zur Mitte des 19. Jahrhunderts.

## Auswahl der Veröffentlichungen
- Die Fresken des Gottfried Bernhard Göz in der Kathedral- und Pfarrkirche St. Ursen zu Solothurn. Jahrbuch für solothurnische Geschichte, Band 56, 1983, S. 123–145, doi:10.5169/seals-324854;
- Gottfried Bernhard Göz 1708–1774. Ölgemälde und Zeichnungen. 2 Bde. Anton H. Konrad, Weißenhorn 1984; ISBN 3-87437-155-7 und ISBN 3-87437-092-5;
- Gottfried Bernhard Göz 1708–1774. Ein Augsburger Historienmaler des Rokoko und seine Fresken. Anton H. Konrad, Weißenhorn 1997, ISBN 3-87437-334-7;
- SeitenAnsichten. Buchkunst aus deutschen Handpressen und Verlagen seit 1945. Die Sammlung des Germanischen Nationalmuseums Nürnberg. Faber und Faber, Leipzig 1999, ISBN 3-932545-43-5;
- Über das Sammeln von Beispielen Deutscher Buchkunst seit 1945. Librarium. Zeitschrift der Schweizerischen Bibliophilen-Gesellschaft, Band 43, 2000, Heft 3, S. 154–163, doi:10.5169/seals-388691;
- DraufSichten. Buchkunst aus deutschen Handpressen und Verlagen der ersten Hälfte des 20. Jahrhunderts. Die Sammlung des Germanischen Nationalmuseums Nürnberg. Faber und Faber, Leipzig 2005, ISBN 3-936618-51-8;
- Kräuter und Blumen. Botanische Bücher bis 1850 im Germanischen Nationalmuseum. Germanisches Nationalmuseum, Nürnberg 2008, ISBN 978-3-936688-31-3, doi:10.11588/arthistoricum.412;
- Mit Richtscheit und Zirkel. Architekturtraktate, Säulenbücher, Perspektiv- und Baulehren, Musterbücher und Ansichtenwerke bis zur Mitte des 19. Jahrhunderts. Germanisches Nationalmuseum, Nürnberg 2014, ISBN 978-3-936688-84-9;